# Dysdera sibyllinica
Dysdera sibyllinica este o specie de păianjeni din genul Dysdera, familia Dysderidae, descrisă de Kritscher, 1956.
Este endemică în Italia. Conform Catalogue of Life specia Dysdera sibyllinica nu are subspecii cunoscute.